# Hrast pri Vinici
Hrast pri Vinici este o localitate din comuna Črnomelj, Slovenia, cu o populație de 148 de locuitori.